# Yingshouyingzi
Yingshouyingzi (en chino, 鹰手营子; pinyin, Yīngshǒuyíngzǐ) es un distrito urbano bajo la administración directa de la ciudad-prefectura de Chengde. Se ubica en la provincia de Hebei, este de la República Popular China. Su área es de km² y su población total para 2010 superó los mil habitantes. 

## Administración
El distrito de Yingshouyingzi se divide en 5 pueblos que se administran en 1 subdistritos y 4 poblados.

## Toponimia
El topónimo Yingshouyingzi [/Yingshóu-Yingzi/] se compone de los sinogramas Ying (águila), Shou (mano) y Yingzi (campamento), lo que da como resultado 'campamento de las manos de águila.  
Durante la dinastía Qing, el Campo Menhulu fue seleccionado como campo de cetrería real. Cuatro cetreros (soldados que entrenaban águilas) fueron al Campo Menhulu para entrenar águilas, cazar, recolectar frutas y se establecieron allí. A partir de entonces, la gente llamó al Campo Menhulu "Campamento de las Manos de Águila".
Debido a sus recursos minerales, en noviembre de 1956, en el área de Yingshouyingzi se estableció el Comité Minero de Yingshouyingzi. En enero de 1981 se estableció oficialmente el Distrito minero de Yingshouyingzi (鹰手营子矿) Yingshouyingzi Kuang.

## Recursos minerales
El área Yingshouyingzi tiene tres categorías de productos, que incluyen carbón, minerales metálicos y materiales de construcción, que suman más de una docena de tipos. Los principales minerales metálicos incluyen hierro, cobre, oro, plata, tungsteno, molibdeno, etc. Las reservas probadas de mineral de cobre son de 2 mega toneladas, las reservas de mineral de hierro son de 5,2 mega toneladas, las reservas de piedra caliza son de más de 50 mega toneladas y las reservas de arcilla son de más de 150 mega toneladas.
Según los estudios, las reservas de carbón son más de 100 mega de toneladas, y están enterradas a poca profundidad y ampliamente distribuidas, lo que las convierte en carbón ideal para uso industrial y doméstico.